# Malacoraja senta
Malacoraja senta is een vissensoort uit de familie van de Rajidae. De wetenschappelijke naam van de soort is voor het eerst geldig gepubliceerd in 1885 door Garman.